# Дзвиняча
Дзвиняча (укр. Дзвиняча) — село в Вишневецкой поселковой общине Кременецкого района Тернопольской области Украины. Основано в 1703 году.
До 2020 года входило в Збаражский район.
Код КОАТУУ — 6122482101.

## Географическое положение
Село Дзвиняча находится у истоков небольшой реки Самец, на расстоянии в 3,5 км от посёлка Вишневец. У села расположен овраг Жабяк — памятник природы.

## Население
Население по переписи 2001 года составляло 1019 человек.

### Языковой состав
Родной язык населения по данным переписи 2001 года:
| Язык       | Численность, чел. | Доля     |
| ---------- | ----------------- | -------- |
| Украинский | 974               | 95,58 %  |
| Русский    | 44                | 4,32 %   |
| Другое     | 1                 | 0,10 %   |
| Итого      | 1 019             | 100,00 % |

## Объекты социальной сферы
- Школа I—II ст.
- Клуб.
- Фельдшерско-акушерский пункт.